# BMW G 450 X
La G 450 X est un modèle de moto de type enduro du constructeur allemand BMW.
La G 450 X est présentée en 2007.
Elle est motorisée par un monocylindre de 450 cm3 délivrant 41 ch à 7 000 tr/min. Ce moteur est produit par le constructeur taïwanais Kymco.
L'axe du bras oscillant est aligné avec le pignon de sortie de boîte de vitesses. Cette disposition a déjà été utilisée sur des machines de route, mais c'est la première fois sur une moto d'enduro. Elle a pour avantage de ne pas faire varier la tension de la chaîne lors des mouvements du bras oscillant.
La fourche télescopique inversée de 45 mm de diamètre est de marque Marzocchi et le monoamortisseur est un Öhlins.
Le freinage est assuré par Brembo avec, à l'avant, un disque de 260 mm avec étrier à double piston, et à l’arrière, un disque de 220 mm avec étrier simple piston.